# Drake-brockmania haareri
Drake-brockmania haareri là một loài thực vật có hoa trong họ Hòa thảo. Loài này được (Stapf & C.E.Hubb.) S.M.Phillips mô tả khoa học đầu tiên năm 1974.